# Trifon Ivanov
Trifon Marinov Ivanov (Bulgaars: Трифон Маринов Иванов) (Gorna Lipnitsa (Oblast Veliko Tarnovo), 27 juli 1965 – Samovodene (Oblast Veliko Tarnovo), 13 februari 2016) was een Bulgaars voetballer die als centrale verdediger speelde. Vanwege zijn baard en matje had hij de bijnaam de Bulgaarse wolf. Hij overleed op 13 februari 2016 aan een hartaanval.

## Clubcarrière
Ivanov begon bij Etar Veliko Tarnovo en brak door bij CSKA Sofia waarmee hij drie keer Bulgaars kampioen werd. Bij beide clubs zou hij later op huurbasis terugkeren. In 1990 ging hij in Spanje voor Real Betis spelen en later speelde hij ook in Zwitserland en Oostenrijk waar hij vooral met Rapid Wien succesvol was. Met Rapid won hij in 1996 de Bundesliga en verloor hij de finale van de Europacup II 1996 van Paris Saint-Germain.

## Interlandcarrière
Ivanov speelde in totaal 76 officiële interlands (zes goals) voor zijn vaderland. Onder leiding van bondscoach Boris Angelov maakte hij zijn debuut op 13 april 1988 in de vriendschappelijke thuiswedstrijd tegen Oost-Duitsland (1-1) in Burgas. Hij viel in dat duel na 60 minuten in voor Ayan Sadakov. Met het Bulgaars voetbalelftal eindigde Ivanov als vierde bij het wereldkampioenschap voetbal 1994. Ook nam Ivanov deel aan het Europees kampioenschap voetbal 1996 en was hij aanvoerder tijdens het wereldkampioenschap voetbal 1998 in Frankrijk.